# Sobreafinación
Se denomina sobreafinación a la desafinación hacia el agudo (siendo lo contrario al calamento, que es la desafinación hacia el grave).
Las alturas agudas representan un esfuerzo extra para las cuerdas vocales, por lo que generalmente es más común calar que sobreafinar: las cuerdas vocales emiten sonidos más graves cuando se relajan (reducen su tono muscular), o cuando el aire deja de pasar de manera constante y suficientemente potente.
La sobreafinación es más común en un cantante estresado, con miedo a calar.
- Datos: Q5554564